# Peter Tange
P.C. (Peter) Tange (Koog aan de Zaan, 8 juli 1952) is een Nederlands GroenLinks-politicus en bestuurder. Hij was burgemeester van Wormerland (2000–2020), waarnemend burgemeester van Landsmeer (2012–2013) en gemeenteraadslid van Zaanstad (1982–2000). 

## Jeugd en loopbaan
Tange is geboren en getogen in Koog aan de Zaan. Hij woonde er tot zijn eenentwintigste. Zijn vader was er schoolmeester. Ze woonden tegenover oliemolen Het Pink. Na de lagere school ging hij naar de mulo en havo in Zaandam. Tot 1975 ging hij naar de pedagogische academie. Tange begon in 1975 als docent op een technische school en gaf er maatschappijleer, wiskunde en Nederlands. Datzelfde jaar moest hij in militaire dienst, als gewetensbezwaarde mocht hij echter gedurende vijf jaar in dienst blijven van de school als vervangende dienstplicht. In 1979 kwam hij er in de directie terecht en hield hij zich er bezig met onderwijsvernieuwing. Later werd hij directeur van de school, de laatste twintig jaar van meerdere technische scholen. Hij was vijfentwintig jaar actief in het onderwijs.

## Politieke loopbaan
Tange was namens de PSP en GroenLinks van 1982 tot 2000 gemeenteraadslid van Zaanstad. Namens de gemeenteraad zat hij ook in het bestuur van ziekenhuis De Heel. Dit deed hij tot 2006. In het voorjaar van 2000 volgde zijn benoeming tot burgemeester van Wormerland. Van 4 oktober 2012 tot 10 januari 2013 was hij tevens waarnemend burgemeester van Landsmeer. Op 14 juni 2019 heeft hij aan de gemeenteraad van Wormerland bekendgemaakt dat hij per 15 maart 2020 ontslag heeft aangevraagd aan de Kroon in verband met pensionering. Op 12 en 13 maart 2020 nam hij afscheid van de gemeente in een buitengewone raadsvergadering en met een rondrit door alle kernen van de gemeente. De afscheidsreceptie kon geen doorgang vinden wegens de coronacrisis in Nederland. Van januari 2018 tot zijn aftreden in 2020 was hij de langstzittende burgemeester van Nederland.

## Persoonlijk
Samen met zijn vrouw heeft Tange drie kinderen.